# Javier Betegón
Javier Raúl Betegón De León (12 de febrero de 2003) es un futbolista panameño que juega como delantero en el Club Deportivo Universitario de la Primera División de Panamá.

## Trayectoria

### CA Independiente II
Se formó en la academia del CA Independiente y paso a la filas del segundo equipo del club disputando varios torneos de Liga Prom.

### CD Nacional U19
El 17 de septiembre de 2021 fue anunciado su cesión por parte del CA Independiente al CD Nacional. El club lo mandó a la categoría sub-19 disputando varios partidos y marcando goles.

### SFC Etar Veliko Tarnovo
El 11 de julio de 2022 fue anunciado su cesión por parte del CA Independiente al SFC Etar Veliko Tarnovo. Su debut profesional con el SFC Etar Veliko Tarnovo fue el 21 de octubre de 2022 en la derrota 0 a 1 contra el FC Krumovgrad en el Estadio Ivaylo siendo suplente entrando al minuto 63 por Oleg Dimitrov. Jugó 15 partidos y anotó 1 gol en la Segunda Liga de Bulgaria 2022-23, En la temporada 2022-23 ascendió con el club a la Primera División, en la Primera Liga de Bulgaria 2023-24 jugó 8 partidos.

### CA Independiente
El 19 de enero de 2024, fue anunciado su regreso al CA Independiente después de su cesión en el SFC Etar Veliko Tarnovo. Debutó con el club el 3 de febrero de 2024 en la victoria 3 a 0 contra el San Francisco FC en el Estadio Agustín Muquita Sánchez en donde fue suplente y entró al minutó 66 por Justin Simons

## Selección nacional

### Categorías inferiores
Fue llamado por Ángel Sánchez a la selección sub-20 de Panamá para disputar el Campeonato Sub-20 de la Concacaf de 2022 donde jugó 4 partidos y anotó 2 goles.

### Participaciones en Selección Nacional
| Copa                   | Categoría | Sede     | Resultado        | Partidos | Goles |
| ---------------------- | --------- | -------- | ---------------- | -------- | ----- |
| Campeonato Sub-20 2022 | Sub-20    | Honduras | Cuartos de final | 4        | 2     |

## Clubes
| Club                    | País     | Año         |
| ----------------------- | -------- | ----------- |
| CA Independiente        | Panamá   | 2020 - 2021 |
| CD Nacional             | Portugal | 2021 - 2022 |
| CA Independiente        | Panamá   | 2022        |
| SFC Etar Veliko Tarnovo | Bulgaria | 2022 - 2023 |
| CA Independiente        | Panamá   | 2024        |
| CD Universitario        | Panamá   | 2025 - act. |